# Free Guy
A Free Guy 2021-ben bemutatott amerikai akció-vígjáték, amelyet Shawn Levy rendezett Matt Lieberman és Zak Penn forgatókönyvéből, valamint Lieberman történetéből. A főbb szerepeket Ryan Reynolds, Jodie Comer, Joe Keery, Lil Rel Howery, Utkarsh Ambudkar és Taika Waititi alakítják.
A Free Guy premierje a 74. Locarnói Nemzetközi Filmfesztivál Piazza Grande szekciójában volt 2021. augusztus 10-én, Svájcban. A bemutatót a COVID-19 világjárvány miatt 2020 júliusától kezdve háromszor halasztották el; végül 2021. augusztus 13-án debütált az Amerikai Egyesült Államokban, IMAX-ban a 20th Century Studios forgalmazásában, Magyarországon egy nappal hamarabb szinkronizálva, augusztus 12-én mutatta be a Fórum Hungary.
Világszerte összesen 331 millió dolláros bevételt hozott a 100 milliós költségvetésével szemben. Általánosságban pozitív véleményeket kapott a kritikusoktól, akik dicsérték az ötletes koncepciót, és olyan sci-fi és akció-videojátékokkal hasonlították össze, mint például a Ready Player One, a Truman Show, a Mátrix, a Grand Theft Auto és a Fortnite.

## Cselekmény
Amikor egy banktisztviselő felfedezi, hogy ő voltaképpen egy videojáték egyik szereplője, elhatározza, hogy a saját története főszereplője lesz – egy olyan történetben, ahol újra tudja írni magát. Elkötelezte magát, hogy megmenti a világot a maga módján, és talán egy kis szerelmet is talál magának – mindezt egy olyan világban, ahol nincsenek határok.

## Szereplők
| Szerep                              | Színész          | Magyar hang                 |
| ----------------------------------- | ---------------- | --------------------------- |
| Guy / kék inges srác                | Ryan Reynolds    | Nagy Ervin                  |
| Milly / Molotov-koktélos lány       | Jodie Comer      | Törőcsik Franciska          |
| Klavi                               | Joe Keery        | Fáncsik Roland              |
| Buddy                               | Lil Rel Howery   | Orosz Ákos                  |
| Egér                                | Utkarsh Ambudkar | Ember Márk                  |
| Antwan                              | Taika Waititi    | Karácsonyi Zoltán           |
| Keith                               | Matty Cardarople | Elek Ferenc                 |
| Revenjamin Buttons                  | Channing Tatum   | Papp Dániel                 |
| Önmaga (cameoszerep)                | Chris Evans      | Zámbori Soma                |
| Önmaga                              | Jacksepticeye    | Fábián István (TheVR Pisti) |
| Sziluett gamer (hang)               | John Krasinski   | Komzsik János (TheVR Jani)  |
| Bankrabló 2# (hang)                 | Dwayne Johnson   | Schneider Zoltán            |
| Maszkos játékos a sikátorban (hang) | Hugh Jackman     | Sarádi Zsolt                |

## Megjelenés
A Free Guy-t 2021. augusztus 13-án mutatták be az Amerikai Egyesült Államok mozijaiban.
A filmet eredetileg 2020. július 3-án tervezték bemutatni, azonban a COVID-19 járvány miatt elhalasztották. Az új premierdátum 2020. december 11. lett. 2020 novemberében a stúdió a Halál a Níluson című filmmel együtt további értesítésig törölte a közelgő megjelenési dátumot. A következő hónapban a filmet áttették 2021. május 21-re. Márciusban bejelentették, hogy a filmet ismét csúsztatják, ezúttal 2021 augusztusára.

## Folytatás
2021. augusztus 14-én, a film sikeres bevételeit látva, Reynolds megerősítette, hogy a Disney folytatást tervez.

## Díjak és jelölések
- Oscar-díj 2022 – Legjobb vizuális effektek jelölés
- BAFTA-díj 2022 – Legjobb vizuális effektek jelölés[18]